# Булат-Коджа
Була́т-Коджа́ (укр. Булат-Коджа, крымскотат. Bolat Qoca, Болат Къоджа) — исчезнувшее село в Красноперекопском районе Республики Крым, располагавшееся на северо-востоке района, примерно, в 2,5 км к северу от современного села Надеждино.

## Название
В исторических документах встречаются различные варианты написания названия села: в XIX веке употреблялось Булат-Ходжа, на карте Крымского статистического управления 1922 года обозначено, как Биюк-Коджа, в документах XX века — Булат-Коджа, на карте Генштаба Красной Армии 1942 года — Хаджи-Булат.

## История
Первое документальное упоминание села встречается в Камеральном Описании Крыма… 1784 года, судя по которому, в последний период Крымского ханства Болат Коджа входил в Кырп Баул кадылык Перекопского каймаканства.
После присоединения Крыма к России (8) 19 апреля 1783 года, (8) 19 февраля 1784 года, именным указом Екатерины II сенату, на территории бывшего Крымского Ханства была образована Таврическая область и деревня была приписана к Перекопскому уезду. После Павловских реформ, с 1796 по 1802 год, входила в Перекопский уезд Новороссийской губернии. По новому административному делению, после создания 8 (20) октября 1802 года Таврической губернии, Булат-Ходжа был включён в состав Бустерчинской волости Перекопского уезда.
По Ведомости о всех селениях, в Перекопском уезде состоящихх с показанием в которой волости сколько числом дворов и душ… от 21 октября 1805 года в деревне Булат-Ходжа числилось 19 дворов, 160 крымских татар и 1 ясырь. На военно-топографической карте генерал-майора Мухина 1817 года деревня Булат коджа обозначена с 20 дворами. После реформы волостного деления 1829 года Булат Коджу, согласно «Ведомости о казённых волостях Таврической губернии 1829 года» отнесли к Айтуганской волости, переименованной из Бустерчинской. На карте 1836 года в деревне 23 двора, как и на карт 1842 года.
Согласно «Памятной книжке Таврической губернии за 1867 год», деревня Болат-Коджа стояла покинутая, ввиду эмиграции крымских татар, особенно массовой после Крымской войны 1853—1856 годов, в Турцию.
Возрождено поселение было в начале XX века: в Статистическом справочнике Таврической губернии 1915 года в Воинской волости Перекопского уезда значатся 3 хутора Булат-Коджа. Крестьян села Воинка — 10 дворов, 75 человек приписных жителей, из которых 35 мужчин и 40 женщин, имевших в хозяйствах 40 лошадей; арендатора Овсиенко на земле барона Гинзбурга —1 двор, 10 приписных жителей, 7 мужчин и 3 женщины и Янкелевича — 1 двор, 4 приписных и 12 «посторонних», из которых 12 мужчин и 4 женщины. О владении землёй сведений нет.
После установления в Крыму Советской власти, по постановлению Крымревкома от 8 января 1921 года № 206 «Об изменении административных границ» была упразднена волостная система, Перекопский уезд переименовали в Джанкойский, в котором был образован Ишуньский район, в состав которого включили село, а в 1922 году уезды получили название округов. 11 октября 1923 года, согласно постановлению ВЦИК, в административное деление Крымской АССР были внесены изменения, в результате которых округа были отменены, Ишуньский район упразднён и село вошло в состав Джанкойского района. Согласно Списку населённых пунктов Крымской АССР по Всесоюзной переписи 17 декабря 1926 года, в селе Булат-Коджа, Кок-Сакальского сельсовета Джанкойского района, числилось 26 дворов, из них 25 крестьянских, население составляло 105 человек, из них 104 украинца и 1 белорус. Постановлением ВЦИК от 30 октября 1930 года был восстановлен Ишуньский район и село, вместе с сельсоветом, включили в его состав. Постановлением Центрального исполнительного комитета Крымской АССР от 26 января 1938 года Ишуньский район был ликвидирован и создан Красноперекопский район с центром в поселке Армянск (по другим данным 22 февраля 1937 года). На подробной карте РККА северного Крыма 1941 года Хаджи-Булат обозначен без указания жилых дворов. В последний раз встречается на двухкилометровке РККА 1942 года.